# Bliastes contortipes
Bliastes contortipes är en insektsart som först beskrevs av Brunner von Wattenwyl 1895.  Bliastes contortipes ingår i släktet Bliastes och familjen vårtbitare. Inga underarter finns listade i Catalogue of Life.